# Накори
Накори (пол. Nakory) — село в Польщі, у гміні Сухожебри Седлецького повіту Мазовецького воєводства.
Населення — 244 особи (2011).
У 1975-1998 роках село належало до Седлецького воєводства.

## Демографія
Демографічна структура станом на 31 березня 2011 року:
|          | Загалом | Допрацездатний вік | Працездатний вік | Постпрацездатний вік |
| -------- | ------- | ------------------ | ---------------- | -------------------- |
| Чоловіки | 129     | 26                 | 84               | 19                   |
| Жінки    | 115     | 31                 | 56               | 28                   |
| Разом    | 244     | 57                 | 140              | 47                   |